# Joseph Zbukvic
Joseph Zbukvic (ur. 1952 w Zagrzebiu) – australijski malarz akwarelista.

## Życiorys
Zanim Zbukvic wyemigrował do Australii w 1970, studiował literaturę i języki w Zagrzebiu na kierunku nauczycielskim. W Melbourne zmienił kierunek studiów i ukończył studia na Deakin University w Melbourne w 1974 na kierunku wzornictwo przemysłowe.
We wczesnych latach pobytu w Australii odkrył malarstwo akwarelowe jako swoją pasję. Już w 1975 roku wygrał swój pierwszy konkurs artystyczny, a w 1977 miał swoją pierwszą indywidualną wystawę w Eastgate Gallery w Melbourne. Wkrótce potem postanowił poświęcić swoje życie malarstwu akwarelowemu.
Zbukvic zdobył ponad 200 krajowych i międzynarodowych nagród i zaprezentował swoje obrazy publiczności na ponad 40 wystawach indywidualnych, głównie w Australii, ale także w Londynie i San Antonio. Regularnie prowadzi zajęcia z malarstwa w różnych miejscach na świecie. Jego nazwiskiem sygnowana jest seria jego pędzli oraz farb akwarelowych Daniel Smith.

## Książki
- Mastering Atmosphere & Mood in Watercolor: The Critical Ingredients That Turn Paintings into Art, International Artist Publishing (2002), ISBN-10: 1929834179.